# Dortmund-Lütgendortmund (stacja kolejowa)
Dortmund-Lütgendortmund (niem: Bahnhof Dortmund-Lütgendortmund) – stacja kolejowa w Dortmundzie, w kraju związkowym Nadrenia Północna-Westfalia, w Niemczech.
Stacja kolejowa powstała w ramach rozbudowy linii S-Bahn S 4 (sieć S-Bahn Ren-Ruhra) na Lütgendortmunder Markt w dniu 23 maja 1993 roku. Najbliższy przystanek autobusowy został przemianowany na Dortmund-Lütgendortmund S-Bahnhof z poprzedniej nazwy Lütgendortmund Markt.